# Alto contraste
Alto contraste es el «grado de inclinación de la curva debido al revelado, en la reproducción fotográfica. Diferencia notable entre claros y oscuros de una imagen» (Andigraf, 1994).

## La técnica
Alto contraste refiere a una imagen en la cual existen negros sin detalle y blancos volados, pero esto no quiere decir que el alto contraste se encuentre solo en fotografías en blanco y negro, sino también en los diferentes matices y tonos de los colores.

Los resultados logrados a través de esta técnica, mediante un juego de luces y sombras,  mejoran el trabajo. Existe una gran diferencia entre las luces y las sombras, pero en estas no se encuentran zonas de tonalidades, sí valores entre los colores neutros. Se trata de reducir el valor de la parte iluminada y la parte oscurecida.

## Alto contraste en fotografía
Para el efecto del alto contraste las fotografías en blanco y negro permiten el máximo efecto. Se deja de lado el realismo en favor del dramatismo logrado por dicho contraste. 
Son muchos los elementos que influyen en el logro del alto contraste: la vestimenta del sujeto o color del objeto fotografiado, el grado de iluminación, ya sea la del sol o de la luz artificial, el equipo fotográfico y la apertura del diafragma,  la película, el papel y el proceso de impresión.

## Alto contraste con software informático
Esta técnica funciona con archivos jpg, en los siguientes programas: Adobe Camera Raw (ACR), Photoshop, así como también en otros más básicos y de simple uso como los de Microsoft Word (Word y Power Point).
Para realizar este tipo de trabajos y conseguir una foto en blanco y negro de alto contraste hay que seguir las instrucciones que se encuentran en los distintos programas, siempre y cuando se trabaje sobre una imagen que esté bien expuesta: saturación, luz de relleno, contraste, claridad y radio-valor-detalle del enfoque.
Es posible activar la función alto contraste utilizando software informático.
En Windows 
Con Photoshop